# Accademie svizzere delle scienze
Accademie svizzere delle scienze (in tedesco: Akademien der Wissenschaften Schweiz; in francese: Académies suisses des sciences; in inglese: Swiss Academies of Arts and Sciences) è il nome di un'organizzazione senza scopo di lucro avente sede a Berna, che riunisce le quattro accademie scientifiche elvetiche, il Centro per la valutazione delle scelte tecnologiche TA-SWISS, la Fondation Science et Cité e altre istituzioni accademiche.

## Membri
- Accademia svizzera di scienze naturali
- Accademia svizzera di scienze umane e sociali
- Accademia svizzera delle scienze mediche
- Accademia svizzera delle scienze tecniche
- Centro per la valutazione delle scelte tecnologiche TA-SWISS
- la Fondation Science et Cité.[1][2]

Le quattro maggiori accademie scientifiche svizzere hanno aderito all'Accademia Svizzera delle Scienze solamente a partire dal giugno 2007. L'obbiettivo era quello di «aumentare il peso di coloro che parlano in nome della scienza nei confronti del mondo politico».

## Pubblicazioni
Il Fondo nazionale svizzero per la ricerca scientifica e l'Accademia svizzera delle scienze pubblicano la rivista scientifica Horizon (in tedesco: Horizonte), un trimestrale bilingue gratuito che viene diffuso sia in edizione a stampa che online.

## Attività
L'accademia e i ricercatori hanno definito dei principi etici, delle linee-guida e delle raccomandazioni in materia di sperimentazione animale, la paternità delle opere e l'integrità morale nella conduzione della ricerca scientifica.
L'accademia organizza eventi per tenere aperto il dialogo fra società e scienza, la raccolta e analisi delle esigenze comuni e la diffusione delle corrispondenti risposte scientifiche. L'accademia conferisce dei premi annuali per la migliore comunicazione scientifica.